# Pavonia grazielae
Pavonia grazielae är en malvaväxtart som beskrevs av A. Krapovickas. Pavonia grazielae ingår i släktet påfågelsmalvor, och familjen malvaväxter. Inga underarter finns listade i Catalogue of Life.